# Hakatanomori Football Stadium
Hakatanomori Football Stadium (東平尾公園博多の森球技場?, Higashihiraokōen hakatanomori kyūgi-ba), letteralmente Stadio Hakata no Mori del parco Higashihirao, è un impianto sportivo multifunzione di Fukuoka, capoluogo dell'omonima prefettura, nella regione giapponese di Kyūshū.
Fu inaugurato nel 1995 per ospitare alcune discipline delle diciottesime universiadi e, a seguire, divenire l'impianto interno dell'Avispa Fukuoka appena trasferitosi di sede.
Nel 2008 assunse il nome di Level-5 Stadium dopo accordo di naming con la software house Level-5, durato fino al 2020.
Da tale data ha assunto il nome commerciale di Best Denki Stadium per acquisizione dei diritti di ridenominazione da parte della catena d'elettronica al consumo Best Denki.
Nel 2019 fu uno degli impianti che accolse incontri della nona Coppa del Mondo di rugby.
Lo stadio ha una capacità di circa 22000 posti ed è coperto solo sulle due tribune laterali.

## Storia
Lo stadio sorge in un complesso vasto 88 ettari, il parco Higashihirao, sotto la sovrintendenza dell'assessorato alle foreste e al verde del comune di Fukuoka.
Inaugurato nel 1995, servì come impianto per alcune competizioni diciottesimi giochi universitari che si tennero nell'estate di quello stesso anno.
Nel frattempo il club calcistico dell'Avispa Fukuoka di Shizuoka aveva cambiato sede trasferendosi a Fukuoka e assunse Hakatanomori come impianto interno.
Dal punto di vista ingegneristico lo stadio non presentava innovazioni di rilievo: la conformazione ad arco delle coperture delle tribune, tuttavia, permise di inserire nei loro bordi punti luce, evitando quindi di dover installare tralicci per l'illuminazione del campo.
Nel 2008 il comune di Fukuoka concluse un accordo di naming con la software house produttrice di videogiochi Level-5, rinnovato nel 2010 fino al 2013 e, attraverso successivi accordi, l'ultimo dei quali nel 2016, prolungato fino al 2020.
In occasione della Coppa del Mondo di rugby 2019 Hakatanomori, privo di sigle commerciali, fu scelto tra gli impianti destinati a ospitare incontri della manifestazione: ad esso furono affidati tre incontri della fase a gironi, tra cui quello dell'Italia contro il Canada.
A livello calcistico internazionale aveva già accolto, a parte la finale del torneo universitario del 1995, anche la Coppa Kirin 1996, in cui la nazionale maggiore del Giappone batté 3-2 il Messico.
A Level-5 subentrò, nel 2020, la catena di commercio al dettaglio di elettronica di consumo Best Denki, che annunciò il mantenimento di tale nome anche dopo l'acquisizione da parte di Yamada e la rinomina societaria in Yamada Denki.

## Incontri internazionali di rilievo

### Calcio
| Arbitro: | Nik Ahmad Yaakub |

|                                           |           |                        |
| H. Morishima 35’ K. Miura 46’ N. Sōma 82’ | Marcatori | 5’ del Olmo 16’ Peláez |

### Rugby a 15
| Arbitro: | Nigel Owens |

|                                                                          |      |            |
| Steyn 7’ Budd 12’ Negri 43’ tecnica 58’ Bellini 61’ Zani 72’ Minozzi 78’ | mt   | 68’ Coe    |
| Allan 7’, 12’, 43’ Canna 72’                                             | tr   | 68’ Nelson |
| Allan 2’                                                                 | c.p. |            |

| Arbitro: | Ben O'Keeffe |

|                                                   |      |                        |
| Huget 5’ Raka 23’ Fickou 66’ Serin 69’ Poirot 78’ | mt   |                        |
| Ramos 5’ Lopez 66’, 69’, 78’                      | tr   |                        |
|                                                   | c.p. | 18’, 30’, 64’ MacGinty |

| Arbitro: | Nic Berry |

|                                                                       |    |         |
| Best 3’ Furlong 8’ Sexton 20’, 38’ Larmour 47’ Stander 64’ Conway 69’ | mt | 25’ Lam |
| Sexton 4’, 8’, 20’, 47’ Carbery 64’, 69’                              | tr |         |